# François Constantijn Willem Druyvesteyn
François Constantijn Willem Druyvesteyn (Alkmaar, 28 december 1782 - aldaar, 10 augustus 1859) was een Nederlands politicus. Hij was lid van de Tweede Kamer der Staten-Generaal en burgemeester van Alkmaar.

## Familie
Druyvesteyn was een lid van de patricische familie Druyvesteyn en zoon van mr. François David Constantijn Druyvesteyn (1758-1803), lid van de raad van Alkmaar, en Johanna Maria van Vladeracken (1762-1810). Druyvesteyn trouwde op 28 oktober 1804 met Margaretha Petronella de Lange (1783-1806), op 6 november 1810 met Maartje de Wit (1790-1813) en op 17 november 1814 met Cornelia Adriana Scheltus (1796-1866). Hij is de betovergootvader van Frida Vogels.

## Loopbaan
Druyvesteyn, werd in 1808 lid van de vroedschap van Alkmaar, in 1811 lid van de municipale raad van die stad en in 1815 lid van de stedelijke raad. Hij werd in 1818 benoemd tot stedelijk ontvanger terwijl hij in juni 1816 al was benoemd tot dijkgraaf van de afwatering van Kennemerland en West-Friesland. Op 1 juni 1825 werd hij in het kiesdistrict Schermerhorn gekozen tot lid der Provinciale Staten van Holland. Hij werd op 4 juli 1833 door zijn medeleden gekozen tot lid der Tweede Kamer en op 31 januari 1838 benoemd tot burgemeester van Alkmaar onder eervol ontslag als ontvanger. Bij de verdeling van Holland door de grondwet van 1840 ging hij als afgevaardigde naar Noord-Holland over. In 1845 werd hij bij de nieuwe Kamerverkiezingen verslagen. Op zijn verzoek kreeg hij per 1 maart 1853 eervol ontslag als burgemeester. Hij was Ridder in de Orde van de Nederlandse Leeuw.